# Station Dover Priory
Dover Priory is een spoorwegstation van National Rail in Dover in Engeland. Het station is eigendom van Network Rail en wordt beheerd door Southeastern. Het station is geopend in 1861.
Vanaf hier zijn er treinen naar London St Pancras International via Folkestone Central, Ashford International, Ebbsfleet International, Stratford International evenals treinen naar London Victoria of London Charing Cross via Canterbury East en de Medway steden, zoals Gillingham, Chatham en Rochester of via  Ashford International dan ofwel via Tonbridge en Sevenoaks of Maidstone East. Er zijn treinen naar Deal en Ramsgate.

## Regionale hogesnelheidstrein
- 1x per uur Regionale hogesnelheidstrein Londen St Pancras - Stratford International - Ebbsfleet International - Ashford International - Folkestone West - Folkestone Central - Dover Priory

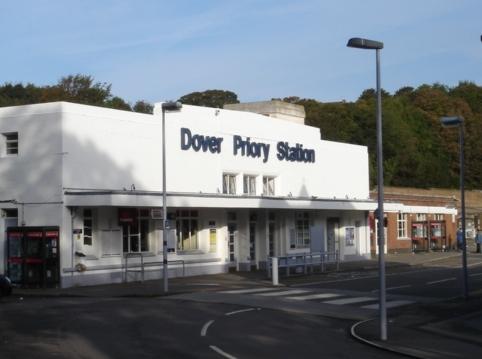
Stationsgebouw
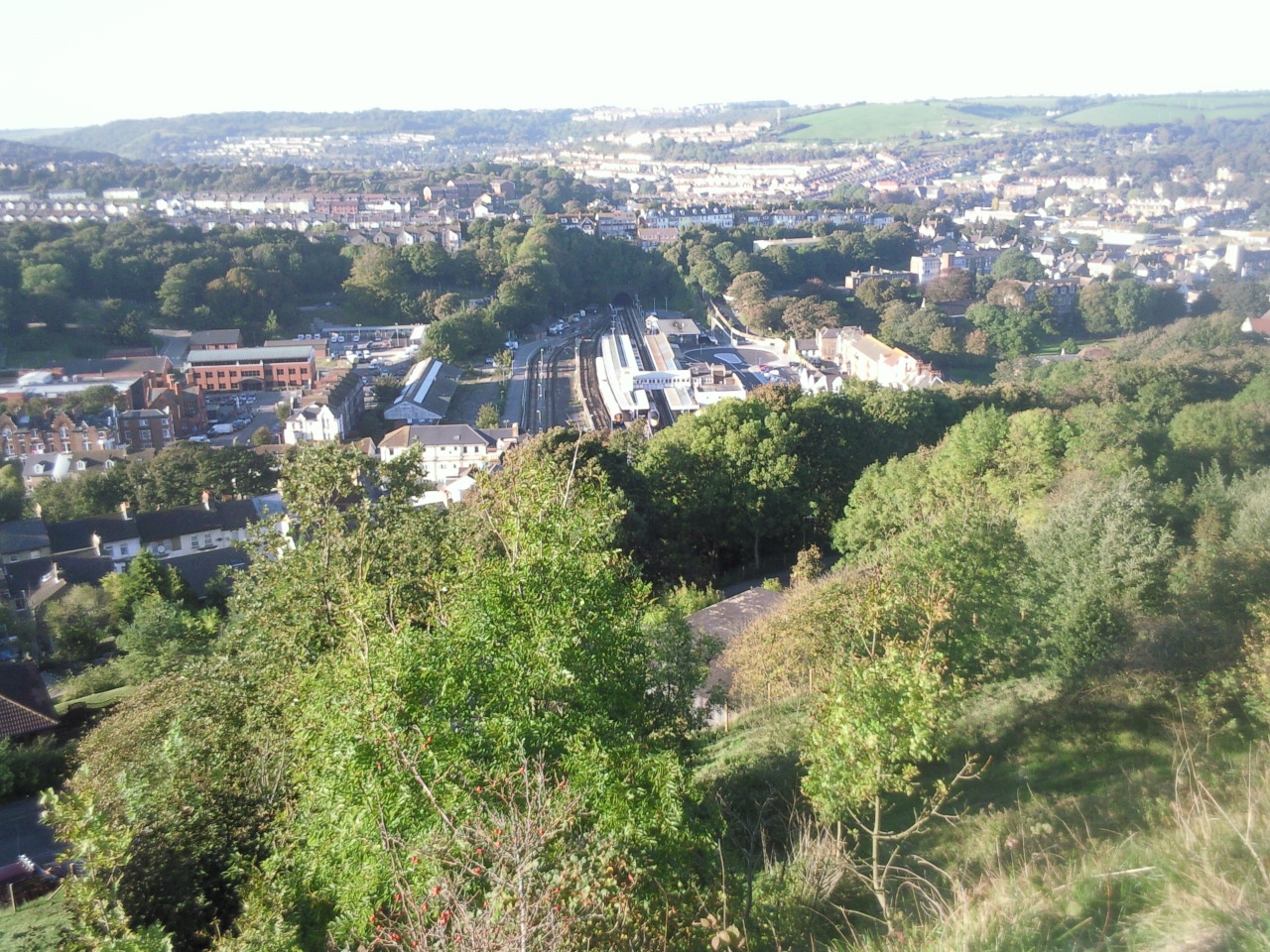
Overzicht